# James Acheson
James Acheson (Leicester, 1946) é um figurinista britânico. Venceu o Oscar de melhor figurino em três ocasiões: The Last Emperor, Dangerous Liaisons e Restoration.